# Sun City Girls
Sun City Girls – amerykański zespół awangardowy z Phoenix, aktywny w latach 1979–2007.
Grupa zaczęła swoją działalność jako zespół osadzony w tradycji arizońskiego punku, jednak w ich muzyce szybko zaczęły byś słyszalne wpływy poezji beatników, jazzu, muzyki południowoazjatyckiej, południowoamerykańskiej, bliskowschodniej i afrykańskiej.
Ich teksty wyrażały zainteresowanie zespołu zjawiskami paranormalnymi (szczególnie UFO), mistycyzmem, kultami religijnymi.

## Członkowie zespołu
- Alan Bishop – wokal, gitara basowa,
- Richard Bishop – gitara, pianino,
- Charles Gocher – perkusja.